# Хёйлунн, Мие
Мие Хёйлунн (дат. Mie Enggrob Højlund; род. 24 октября 1997, Voldum, Центральная Ютландия) — датская гандболистка, левый полусредний клуба «Оденсе Гандбол» и сборной Дании. Бронзовая призёрка чемпионатов мира и серебряный призёр чемпионата Европы 2022 года.

## Биография

### В клубе
Мие Хёйлунн играла в молодежном дивизионе за Рандерс ГК с 2013 года. В 2014 году она вошла в основной состав команды ГК Рандерс. С этим клубом она выиграла Кубок Дании в 2016 году. Летом 2017 года Мие подписала контракт с Оденсе Гандбол. С Оденсе она выиграла чемпионат Дании в 2021 и 2022 годах, а также Кубок Дании в 2020 году.

### Карьера в сборной
Мие играла за молодежную и юношескую сборные Дании. С этими командами она участвовала на чемпионате мира среди спортсменов до 18 лет в 2014 году (бронзовая медаль) и чемпионате Европы среди спортсменов до 19 лет в 2015 году (золотая медаль), а также на чемпионате мира среди спортсменов до 20 лет в 2016 году (золотая медаль). 
Она дебютировала за сборную Дании 7 октября 2016 года. Хёйлунн участвовала в чемпионате Европы 2018 года во Франции. Вместе с Данией заняла четвертое место на чемпионате Европы 2020 года. Она выиграла бронзовые медали с Данией на чемпионате мира в 2021 году в Испании. А на чемпионате Европы 2022 года стала серебряным призёром. 
В 2023 году была приглашена в сборную для участия в финальной части чемпионата мира 2023 года. 

## Достижения
- Чемпионка Дании (2): 2021, 2022.
- Обладательница Кубка Дании (2): 2016, 2020.